# Isabelle Lévesque
Isabelle Lévesque (Les Andelys, 1967) è una poetessa e critica letteraria francese.
È anche animatrice di incontri e di letture intorno alla poesia. Nel 2018 ha ricevuto il Premio Internazionale Yvan Goll per la Poesia Francofona per la sua raccolta Voltige!.

## Le origini
L'infanzia di Isabelle Lévesque affonda le sue radici a Les Andelys, in Normandia, vicino al Château-Gaillard. Ai suoi occhi, i resti di questa antica fortezza sono identificabili con la sua poesia: "Spesso un campo di rovine dove in mezzo è qualcosa che lotta per essere salvato." La raccolta Ossature du silence intreccia in modo esplicito il legame con l'infanzia perduta attraverso un dialogo poetico e i disegni a inchiostro del padre defunto.

## Opere

### Poesia
Ha iniziato a pubblicare poesie nel 2009. Pubblicata nel 2011 nell'antologia Triages, dalle edizioni Tarabuste, Or et le jour è la sua prima raccolta. Isabelle Lévesque ama scrivere partendo da una prima espressione, lasciando che questa ispiri un impulso sonoro e semantico in modo naturale, come se la poesia si svolgesse da sola.
A partire dalla pubblicazione di Voltige!, nel 2017, le raccolte poetiche di Isabelle Lévesque vengono notate dalla stampa e dai siti Internet dedicati alla letteratura e alla poesia in particolare: Europe, nº 1061-1062, settembre-ottobre 2017; La Nouvelle Quinzaine littéraire,16 marzo 2018, nº 1190; il Blog des découvreurs; Le Matricule des Anges, nº 184, giugno 2017; Sitaudis, 27 gennaio 2018; La Nouvelle Quinzaine littéraire nº 1196, 16 giugno 2018, Poezibao, 14 agosto 2018; Texture, settembre 2018; Terres de femmes; Paysages écrits, nº 30, ottobre 2018; Europe, nº 1075-1076, novembre-dicembre 2018, Diérèse, nº 74, novembre 2018.

### Dialoghi
Thierry Metz è uno dei poeti a cui maggiormente si ispira, così come Éric Sautou. La poesia di Isabelle Lévesque si dispone al dialogo quando si allaccia all'opera di altri poeti (Jean-Philippe Salabreuil: Ni loin ni plus jamais seguito da Suite pour Jean-Philippe Salabreuil; Pierre Dhainaut: La grande année) - o di pittori come Christian Gardair, Jean-Gilles Badaire, Colette Deblé, Gaetano Persechini, Fabrice Rebeyrolle, Marie Alloy.

### Critica
Membro per diversi anni del comitato di redazione della rivista Diérèse e collaboratrice de La Nouvelle Quinzaine littéraire per la poesia contemporanea, scrive anche articoli per le riviste Europe, Terres de Femmes, Poezibao, Terre à ciel. Nel 2019 ha scritto la prefazione a Le Grainetier, il primo racconto scritto da Thierry Metz. Questo testo giovanile, iniziatico e onirico, che precede la scrittura delle poesie, era stato inizialmente pubblicato a puntate da Jean Cussat-Blanc, dall'inverno 1979 all'inverno 1982, sulla rivista Résurrection.

### Fotografia
Isabelle Lévesque ha pubblicato diverse raccolte digitali di fotografie, in particolare di fiori ( Portraits de l’air, Expansion des coquelicots, En Passer par là).

## Pubblicazioni
- 2010 D’ici le soir, Edizioni Encres Vives
- 2010 La Reverdie, Edizioni Encres Vives
- 2011 Trop l’hiver, Edizioni Encres Vives
- 2011 Or et le jour nell'antologia Triages, Edizioni Tarabuste
- 2011 Ultime Amer, Edizioni Raphaël de Surtis
- 2011 Terre!, acquarelli di Jean-Claude Pirotte, Edizioni de l’Atlantique.
- 2012 Ossature du silence, prefazione di Pierre Dhainaut, inchiostri di Claude Lévesque, Edizioni Les Deux-Siciles
- 2013 Un peu de ciel ou de matin, postfazione di Pierre Dhainaut, dipintie disegni di Jean-Gilles Badaire, Edizioni Les Deux-Siciles
- 2013 Va-tout, Edizioni des Vanneaux
- 2014 Ravin des nuits que tout bouscule, prefazione di Pierre Dhainaut, Edizioni Henry – Prix des Trouvères 2013
- 2015 Nous le temps l’oubli, dipinti di Christian Gardair, Edizioni L’herbe qui tremble
- 2017 Le Chemin des centaurées, libro d'artista con Fabrice Rebeyrolle, Edizioni  Mains-Soleil
- 2017 Voltige!, dipinti di Colette Deblé, postfazione di Françoise Ascal, Edizioni L’herbe qui tremble – Premio internazionale per la poesia francofona Yvan Goll 2018
- 2017 Source et l’orge, Edizioni Le Petit Flou.
- 2018 Ni loin ni plus jamais seguito da Suite pour Jean-Philippe Salabreuil, Edizioni Le Silence qui roule
- 2018 La Grande Année, testi di Pierre Dhainaut e Isabelle Lévesque, fotografie di Isabelle Lévesque, Edizioni L’herbe qui tremble
- 2018 Le Fil de givre, dipinti di Marie Alloy, Edizioni Al Manar
- 2019 Chemin des centaurées, dipinti di Fabrice Rebeyrolle, Edizioni L'Herbe qui tremble
- 2021 En découdre, copertina e frontispizio di Fabrice Rebeyrolle, Edizioni L'Herbe qui tremble

In italiano:
- 2013 Neve (libro d'artista), traduzione di Marco Rota, fotografie di Raffaele Bonuomo, Edizioni Quaderni di Orfeo
- 2015 Le tue braccia saranno, poesie inedite tradotte in italiano da Marco Rota, Edizioni Il ragazzo innocuo, collana Scripsit Sculpsit